# Краснодемби-Рафали
Краснодемби-Рафали (пол. Krasnodęby-Rafały) — село в Польщі, у гміні Соколів-Підляський Соколовського повіту Мазовецького воєводства.
Населення — 57 осіб (2011).
У 1975-1998 роках село належало до Седлецького воєводства.

## Демографія
Демографічна структура станом на 31 березня 2011 року:
|          | Загалом | Допрацездатний вік | Працездатний вік | Постпрацездатний вік |
| -------- | ------- | ------------------ | ---------------- | -------------------- |
| Чоловіки | 30      | 7                  | 21               | 2                    |
| Жінки    | 27      | 8                  | 11               | 8                    |
| Разом    | 57      | 15                 | 32               | 10                   |